# 坦坎科查湖
9°54′31″S 77°03′12″W / 9.90861°S 77.05333°W

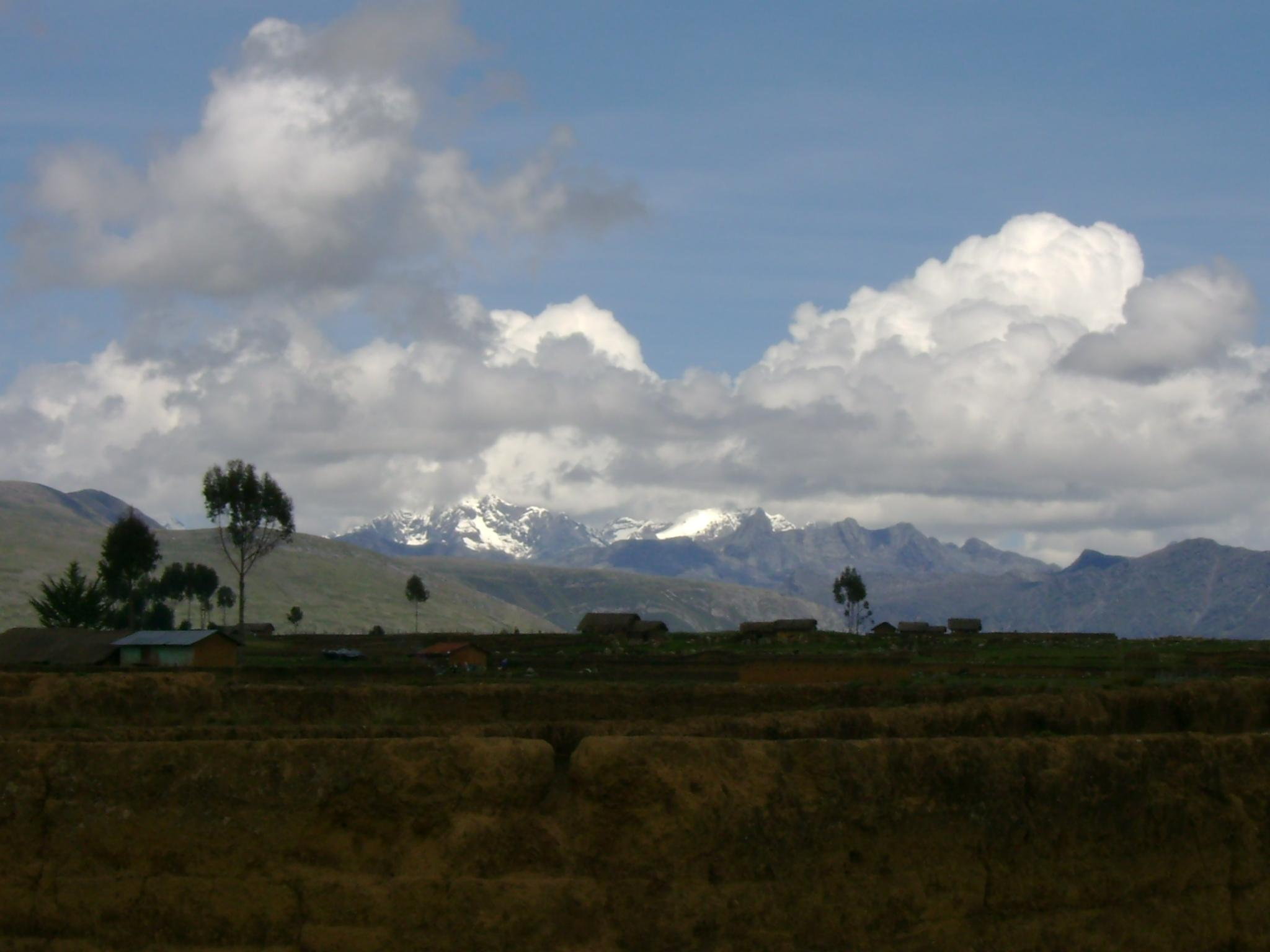

坦坎科查湖（Tancancocha），是秘魯的湖泊，位於該國北部安卡什大區，由博洛涅西省的瓦良卡區和阿基亞區負責管轄，處於瓦良卡山脈，海拔高度5,200米。